# Patryk Kun
Patryk Kun (ur. 20 kwietnia 1995 w Giżycku) – polski piłkarz, występujący na pozycji pomocnika, od 2023 w Legii Warszawa.

## Kariera klubowa
Jest wychowankiem węgorzewskich klubów: Koszałka Opałka i Vęgorii. W latach 2012–2014 był piłkarzem Stomilu Olsztyn. 19 września 2014 powrócił do Vęgorii. Po niespełna pięciu miesiącach, 2 lutego 2015, odszedł do Rozwoju Katowice. Wraz z tym klubem awansował po sezonie 2014/2015 do I ligi. Przed sezonem 2016/2017 został wypożyczony na rok do Stomilu. Po powrocie udał się od razu na roczne wypożyczenie do Arki Gdynia. W Ekstraklasie zadebiutował 16 lipca 2017 w meczu przeciwko Śląskowi Wrocław. Grał w tym spotkaniu przez 90 minut oraz zdobył bramkę w 69. minucie po asyście Adama Marciniaka.
Po pobycie w latach 2018–2023 w Rakowie Częstochowa, w którym zdobył 2 Puchary Polski i 2 Superpuchary Polski, 19 kwietnia 2023 podpisał trzyletni kontrakt z Legią Warszawa, obowiązujący od początku sezonu 2023/2024. Sezon 2022/2023 sam Kun dokończył w Rakowie, który zwieńczył zdobyciem mistrzostwa Polski. 15 lipca 2023 Kun zadebiutował w Legii, w wygranym meczu o Superpuchar Polski przeciwko jego poprzedniemu klubowi.

## Kariera reprezentacyjna
Kun został powołany do seniorskiej reprezentacji Polski na mecz towarzyski ze Szkocją 24 marca 2022 oraz mecz kwalifikacyjny do Mistrzostw Świata ze Szwecją 29 marca 2022. Znalazł się również w szerokim składzie reprezentacji Polski na Mistrzostwa Świata 2022, ale nie trafił do ostatecznej 26-osobowej kadry.

## Statystyki

### Klubowe
(aktualne na dzień 16 października 2022)
| Klub               | Sezon              | Liga               | Liga  | Liga   | Puchar kraju | Puchar kraju | Puchary Europejskie | Puchary Europejskie | Inne  | Inne   | Suma  | Suma   |
| Klub               | Sezon              | Liga               | Mecze | Bramki | Mecze        | Bramki       | Mecze               | Bramki              | Mecze | Bramki | Mecze | Bramki |
| ------------------ | ------------------ | ------------------ | ----- | ------ | ------------ | ------------ | ------------------- | ------------------- | ----- | ------ | ----- | ------ |
| Stomil Olsztyn     | 2012/13            | I liga             | 1     | 0      | –            | –            | –                   | –                   |       |        | 1     | 0      |
| Stomil Olsztyn     | 2013/14            | I liga             | 13    | 0      | 1            | 0            | –                   | –                   |       |        | 14    | 0      |
| Stomil Olsztyn     | Ogólnie            | Ogólnie            | 14    | 0      | 1            | 0            | 0                   | 0                   | 0     | 0      | 15    | 0      |
| Rozwój Katowice    | 2014/15            | II liga            | 14    | 2      | –            | –            | –                   | –                   |       |        | 14    | 2      |
| Rozwój Katowice    | 2015/16            | I liga             | 31    | 4      | 2            | 0            | –                   | –                   |       |        | 33    | 4      |
| Rozwój Katowice    | Ogólnie            | Ogólnie            | 45    | 6      | 2            | 0            | 0                   | 0                   | 0     | 0      | 47    | 6      |
| Stomil Olsztyn     | 2016/17            | I liga             | 33    | 6      | 2            | 0            | –                   | –                   |       |        | 35    | 6      |
| Stomil Olsztyn     | Ogólnie            | Ogólnie            | 33    | 6      | 2            | 0            | 0                   | 0                   | 0     | 0      | 35    | 6      |
| Arka Gdynia        | 2017/18            | Ekstraklasa        | 28    | 2      | 2            | 0            | 2                   | 0                   | 1     | 0      | 32    | 2      |
| Arka Gdynia        | Ogólnie            | Ogólnie            | 28    | 2      | 2            | 0            | 2                   | 0                   | 1     | 0      | 32    | 2      |
| Raków Częstochowa  | 2018/19            | I liga             | 30    | 1      | 4            | 0            | –                   | –                   |       |        | 34    | 1      |
| Raków Częstochowa  | 2019/20            | Ekstraklasa        | 21    | 0      | –            | –            | –                   | –                   |       |        | 21    | 0      |
| Raków Częstochowa  | 2020/21            | Ekstraklasa        | 29    | 1      | 6            | 0            | –                   | –                   |       |        | 35    | 1      |
| Raków Częstochowa  | 2021/22            | Ekstraklasa        | 30    | 1      | 4            | 0            | 6                   | 0                   | 1     | 0      | 41    | 1      |
| Raków Częstochowa  | 2022/23            | Ekstraklasa        | 11    | 1      | 0            | 0            | 6                   | 0                   | 1     | 0      | 18    | 1      |
| Raków Częstochowa  | Ogólnie            | Ogólnie            | 119   | 4      | 14           | 0            | 12                  | 0                   | 2     | 0      | 147   | 4      |
| Ogólnie w karierze | Ogólnie w karierze | Ogólnie w karierze | 239   | 18     | 21           | 0            | 14                  | 0                   | 3     | 0      | 277   | 18     |

## Sukcesy

### Klubowe

#### Rozwój Katowice
- 3. miejsce mistrzostw II ligi: 2014/2015

#### Arka Gdynia
- Finalista Pucharu Polski: 2017/2018
- Superpuchar Polski: 2017/2018

#### Raków Częstochowa
- Mistrzostwo Polski: 2022/2023[6]
- Mistrzostwo I ligi: 2018/2019
- Wicemistrzostwo Polski: 2020/2021, 2021/2022
- Puchar Polski: 2020/2021, 2021/2022
- Superpuchar Polski: 2021, 2022

#### Legia Warszawa
- Puchar Polskiː 2024/2025 [10]

- Superpuchar Polski: 2023[7], 2025[11]

## Życie prywatne
Jest bratem Dominika Kuna, również piłkarza.